# Trebacosa europaea
Trebacosa europaea là một loài nhện trong họ Lycosidae.
Loài này thuộc chi Trebacosa. Trebacosa europaea được C miêu tả năm 2007. Szinetár & Kancsal.